# Tipula (Tipula) eumecacera
Tipula (Tipula) eumecacera is een tweevleugelige uit de familie langpootmuggen (Tipulidae). De soort komt voor in het Afrotropisch gebied.